# Tour de Belgique féminin 2018
La 7e édition du Tour de Belgique féminin, aussi dénommé Lotto Belgium Tour, a lieu du 4 septembre au 7 septembre 2018. La course fait partie du calendrier UCI féminin en catégorie 2.1.
Aude Biannic remporte le prologue. Le lendemain, Lotte Kopecky s'impose au sprint et s'empare de la tête du classement général. Jeanne Korevaar gagne le sprint de la deuxième étape. Sur la dernière étape, Liane Lippert parvient à distancer toutes ses concurrentes et à s'imposer à la fois sur l'étape et au classement général, ainsi qu'au classement de la meilleure jeune. Aude Biannic est deuxième devant Lotte Kopecky. Cette dernière remporte également le classement par points. Kelly Van den Steen  est la meilleure grimpeuse et la formation Movistar la meilleure équipe.

## Parcours
Après un prologue, les deux premières étapes ne présentent pas de difficulté particulière. La dernière étape escalade le mur de Grammont et constitue le moment fort de l'épreuve.

## Équipes
| Équipes féminines professionnelles (11)- Movistar Team - Doltcini-Van Eyck Sport - Experza-Footlogix - Health Mate-Cyclelive Team - Lotto Soudal Ladies - Parkhotel Valkenburg-Destil - Tibco-Silicon Valley Bank - WaowDeals - Wiggle High5 - WNT-Rotor Pro Cycling - Sopela Women's Team Équipes nationales (2)- Allemagne - Norvège Équipe féminines amateur (10)- Autoglas Wetteren - Restore - Bianchi Dama - Equano-Wase Zon - Isorex - Jan van Arckel - Jos Feron Lady Force - Keukens Redant - Remax - Wielerclub de sprinters Malderen |
| |

## Étapes
| Étape     | Date    | Villes étapes        | type            | Distance (km) | Vainqueur d'étape | Leader du classement général |
| --------- | ------- | -------------------- | --------------- | ------------- | ----------------- | ---------------------------- |
| Prologue  | 4 sept. | Nieuport – Nieuport  | prologue        | 3,66          | Aude Biannic      | Aude Biannic                 |
| 1re étape | 5 sept. | Moorslede – Dadizele | étape de plaine | 119,3         | Lotte Kopecky     | Lotte Kopecky                |
| 2e étape  | 6 sept. | Herselt – Herselt    | étape de plaine | 109,9         | Jeanne Korevaar   | Lotte Kopecky                |
| 3e étape  | 7 sept. | Grammont – Grammont  | étape vallonnée | 115,8         | Liane Lippert     | Liane Lippert                |

## Déroulement de la course

### Prologue
La Bretonne Aude Biannic remporte le prologue devant Riejanne Markus et la vainqueur sortante Anouska Koster.
| \| Classement de l'étape \| Classement de l'étape \| Classement de l'étape \| Classement de l'étape \| Classement de l'étape \| \| Coureuse \| Coureuse \| Pays \| Équipe \| Temps \| \| --------------------- \| --------------------- \| --------------------- \| ------------------------- \| --------------------- \| \| 1re \| Aude Biannic \| France \| Movistar Team \| 4 min 51 s \| \| 2e \| Riejanne Markus \| Pays-Bas \| WaowDeals \| + 2 s \| \| 3e \| Anouska Koster \| Pays-Bas \| WaowDeals \| + 3 s \| \| 4e \| Alison Jackson \| Canada \| Tibco-Silicon Valley Bank \| + 3 s \| \| 5e \| Lotte Kopecky \| Belgique \| Lotto Soudal Ladies \| + 4 s \| \| 6e \| Liane Lippert \| Allemagne \| Allemagne \| + 5 s \| \| 7e \| Aafke Soet \| Pays-Bas \| WNT-Rotor Pro Cycling \| + 6 s \| \| 8e \| Jeanne Korevaar \| Pays-Bas \| WaowDeals \| + 9 s \| \| 9e \| Emilia Fahlin \| Suède \| Wiggle High5 \| + 10 s \| \| 10e \| Julie Norman Leth \| Danemark \| Wiggle High5 \| + 11 s \| |                   |           |                           |            |
| |                   |           |                           |            |
| Source : ProCyclingStats |                   |           |                           |            |
| Classement de l'étape |                   |           |                           |            |
| Coureuse | Coureuse          | Pays      | Équipe                    | Temps      |
| 1re | Aude Biannic      | France    | Movistar Team             | 4 min 51 s |
| 2e | Riejanne Markus   | Pays-Bas  | WaowDeals                 | + 2 s      |
| 3e | Anouska Koster    | Pays-Bas  | WaowDeals                 | + 3 s      |
| 4e | Alison Jackson    | Canada    | Tibco-Silicon Valley Bank | + 3 s      |
| 5e | Lotte Kopecky     | Belgique  | Lotto Soudal Ladies       | + 4 s      |
| 6e | Liane Lippert     | Allemagne | Allemagne                 | + 5 s      |
| 7e | Aafke Soet        | Pays-Bas  | WNT-Rotor Pro Cycling     | + 6 s      |
| 8e | Jeanne Korevaar   | Pays-Bas  | WaowDeals                 | + 9 s      |
| 9e | Emilia Fahlin     | Suède     | Wiggle High5              | + 10 s     |
| 10e | Julie Norman Leth | Danemark  | Wiggle High5              | + 11 s     |

| \| Classement général \| Classement général \| Classement général \| Classement général \| Classement général \| \| Coureuse \| Coureuse \| Pays \| Équipe \| Temps \| \| ------------------ \| ------------------ \| ------------------ \| ------------------------- \| ------------------ \| \| 1re \| Aude Biannic \| France \| Movistar Team \| 4 min 51 s \| \| 2e \| Riejanne Markus \| Pays-Bas \| WaowDeals \| + 2 s \| \| 3e \| Anouska Koster \| Pays-Bas \| WaowDeals \| + 3 s \| \| 4e \| Alison Jackson \| Canada \| Tibco-Silicon Valley Bank \| + 3 s \| \| 5e \| Lotte Kopecky \| Belgique \| Lotto Soudal Ladies \| + 4 s \| \| 6e \| Liane Lippert \| Allemagne \| Allemagne \| + 5 s \| \| 7e \| Aafke Soet \| Pays-Bas \| WNT-Rotor Pro Cycling \| + 6 s \| \| 8e \| Jeanne Korevaar \| Pays-Bas \| WaowDeals \| + 9 s \| \| 9e \| Emilia Fahlin \| Suède \| Wiggle High5 \| + 10 s \| \| 10e \| Julie Norman Leth \| Danemark \| Wiggle High5 \| + 11 s \| |                   |           |                           |            |
| |                   |           |                           |            |
| Source : ProCyclingStats |                   |           |                           |            |
| Classement général |                   |           |                           |            |
| Coureuse | Coureuse          | Pays      | Équipe                    | Temps      |
| 1re | Aude Biannic      | France    | Movistar Team             | 4 min 51 s |
| 2e | Riejanne Markus   | Pays-Bas  | WaowDeals                 | + 2 s      |
| 3e | Anouska Koster    | Pays-Bas  | WaowDeals                 | + 3 s      |
| 4e | Alison Jackson    | Canada    | Tibco-Silicon Valley Bank | + 3 s      |
| 5e | Lotte Kopecky     | Belgique  | Lotto Soudal Ladies       | + 4 s      |
| 6e | Liane Lippert     | Allemagne | Allemagne                 | + 5 s      |
| 7e | Aafke Soet        | Pays-Bas  | WNT-Rotor Pro Cycling     | + 6 s      |
| 8e | Jeanne Korevaar   | Pays-Bas  | WaowDeals                 | + 9 s      |
| 9e | Emilia Fahlin     | Suède     | Wiggle High5              | + 10 s     |
| 10e | Julie Norman Leth | Danemark  | Wiggle High5              | + 11 s     |

### 1reétape
L'étape se conclut au sprint. Lotte Kopecky se montre la plus rapide et endosse le maillot or grâce aux bonifications
.
| \| Classement de l'étape \| Classement de l'étape \| Classement de l'étape \| Classement de l'étape \| Classement de l'étape \| \| Coureuse \| Coureuse \| Pays \| Équipe \| Temps \| \| --------------------- \| ------------------------- \| --------------------- \| ------------------------- \| --------------------- \| \| 1re \| Lotte Kopecky \| Belgique \| Lotto Soudal Ladies \| 3 h 00 min 33 s \| \| 2e \| Monique van de Ree \| Pays-Bas \| WaowDeals \| + 0 s \| \| 3e \| Emilia Fahlin \| Suède \| Wiggle High5 \| + 0 s \| \| 4e \| Kaat Hannes \| Belgique \| Jos Feron Lady Force \| + 0 s \| \| 5e \| Alison Jackson \| Canada \| Tibco-Silicon Valley Bank \| + 0 s \| \| 6e \| Pascale Jeuland-Tranchant \| France \| Doltcini-Van Eyck Sport \| + 0 s \| \| 7e \| Anouska Koster \| Pays-Bas \| WaowDeals \| + 0 s \| \| 8e \| Maria Martins \| Portugal \| Sopela Women's Team \| + 0 s \| \| 9e \| Ilona Hoeksma \| Pays-Bas \| Parkhotel Valkenburg \| + 0 s \| \| 10e \| Aude Biannic \| France \| Movistar Team \| + 0 s \| |                           |          |                           |                 |
| |                           |          |                           |                 |
| Source : ProCyclingStats |                           |          |                           |                 |
| Classement de l'étape |                           |          |                           |                 |
| Coureuse | Coureuse                  | Pays     | Équipe                    | Temps           |
| 1re | Lotte Kopecky             | Belgique | Lotto Soudal Ladies       | 3 h 00 min 33 s |
| 2e | Monique van de Ree        | Pays-Bas | WaowDeals                 | + 0 s           |
| 3e | Emilia Fahlin             | Suède    | Wiggle High5              | + 0 s           |
| 4e | Kaat Hannes               | Belgique | Jos Feron Lady Force      | + 0 s           |
| 5e | Alison Jackson            | Canada   | Tibco-Silicon Valley Bank | + 0 s           |
| 6e | Pascale Jeuland-Tranchant | France   | Doltcini-Van Eyck Sport   | + 0 s           |
| 7e | Anouska Koster            | Pays-Bas | WaowDeals                 | + 0 s           |
| 8e | Maria Martins             | Portugal | Sopela Women's Team       | + 0 s           |
| 9e | Ilona Hoeksma             | Pays-Bas | Parkhotel Valkenburg      | + 0 s           |
| 10e | Aude Biannic              | France   | Movistar Team             | + 0 s           |

| \| Classement général \| Classement général \| Classement général \| Classement général \| Classement général \| \| Coureuse \| Coureuse \| Pays \| Équipe \| Temps \| \| ------------------ \| ------------------ \| ------------------ \| ------------------------- \| ------------------ \| \| 1re \| Lotte Kopecky \| Belgique \| Lotto Soudal Ladies \| 3 h 05 min 18 s \| \| 2e \| Aude Biannic \| France \| Movistar Team \| + 6 s \| \| 3e \| Riejanne Markus \| Pays-Bas \| WaowDeals \| + 8 s \| \| 4e \| Anouska Koster \| Pays-Bas \| WaowDeals \| + 9 s \| \| 5e \| Alison Jackson \| Canada \| Tibco-Silicon Valley Bank \| + 9 s \| \| 6e \| Liane Lippert \| Allemagne \| Allemagne \| + 11 s \| \| 7e \| Aafke Soet \| Pays-Bas \| WNT-Rotor Pro Cycling \| + 12 s \| \| 8e \| Emilia Fahlin \| Suède \| Wiggle High5 \| + 12 s \| \| 9e \| Jeanne Korevaar \| Pays-Bas \| WaowDeals \| + 15 s \| \| 10e \| Julie Norman Leth \| Danemark \| Wiggle High5 \| + 17 s \| |                   |           |                           |                 |
| |                   |           |                           |                 |
| Source : ProCyclingStats |                   |           |                           |                 |
| Classement général |                   |           |                           |                 |
| Coureuse | Coureuse          | Pays      | Équipe                    | Temps           |
| 1re | Lotte Kopecky     | Belgique  | Lotto Soudal Ladies       | 3 h 05 min 18 s |
| 2e | Aude Biannic      | France    | Movistar Team             | + 6 s           |
| 3e | Riejanne Markus   | Pays-Bas  | WaowDeals                 | + 8 s           |
| 4e | Anouska Koster    | Pays-Bas  | WaowDeals                 | + 9 s           |
| 5e | Alison Jackson    | Canada    | Tibco-Silicon Valley Bank | + 9 s           |
| 6e | Liane Lippert     | Allemagne | Allemagne                 | + 11 s          |
| 7e | Aafke Soet        | Pays-Bas  | WNT-Rotor Pro Cycling     | + 12 s          |
| 8e | Emilia Fahlin     | Suède     | Wiggle High5              | + 12 s          |
| 9e | Jeanne Korevaar   | Pays-Bas  | WaowDeals                 | + 15 s          |
| 10e | Julie Norman Leth | Danemark  | Wiggle High5              | + 17 s          |

### 2eétape
L'étape se finit au sprint. Jeanne Korevaar s'impose devant Emilia Fahlin et Lotte Kopecky.
| \| Classement de l'étape \| Classement de l'étape \| Classement de l'étape \| Classement de l'étape \| Classement de l'étape \| \| Coureuse \| Coureuse \| Pays \| Équipe \| Temps \| \| --------------------- \| ------------------------- \| --------------------- \| ------------------------- \| --------------------- \| \| 1re \| Jeanne Korevaar \| Pays-Bas \| WaowDeals \| 2 h 48 min 39 s \| \| 2e \| Emilia Fahlin \| Suède \| Wiggle High5 \| + 0 s \| \| 3e \| Lotte Kopecky \| Belgique \| Lotto Soudal Ladies \| + 0 s \| \| 4e \| Anouska Koster \| Pays-Bas \| WaowDeals \| + 0 s \| \| 5e \| Kaat Hannes \| Belgique \| Jos Feron Lady Force \| + 0 s \| \| 6e \| Pascale Jeuland-Tranchant \| France \| Doltcini-Van Eyck Sport \| + 0 s \| \| 7e \| Aude Biannic \| France \| Movistar Team \| + 0 s \| \| 8e \| Alicia González \| Espagne \| Movistar Team \| + 0 s \| \| 9e \| Kendall Ryan \| États-Unis \| Tibco-Silicon Valley Bank \| + 0 s \| \| 10e \| Liane Lippert \| Allemagne \| Allemagne \| + 0 s \| |                           |            |                           |                 |
| |                           |            |                           |                 |
| Source : ProCyclingStats |                           |            |                           |                 |
| Classement de l'étape |                           |            |                           |                 |
| Coureuse | Coureuse                  | Pays       | Équipe                    | Temps           |
| 1re | Jeanne Korevaar           | Pays-Bas   | WaowDeals                 | 2 h 48 min 39 s |
| 2e | Emilia Fahlin             | Suède      | Wiggle High5              | + 0 s           |
| 3e | Lotte Kopecky             | Belgique   | Lotto Soudal Ladies       | + 0 s           |
| 4e | Anouska Koster            | Pays-Bas   | WaowDeals                 | + 0 s           |
| 5e | Kaat Hannes               | Belgique   | Jos Feron Lady Force      | + 0 s           |
| 6e | Pascale Jeuland-Tranchant | France     | Doltcini-Van Eyck Sport   | + 0 s           |
| 7e | Aude Biannic              | France     | Movistar Team             | + 0 s           |
| 8e | Alicia González           | Espagne    | Movistar Team             | + 0 s           |
| 9e | Kendall Ryan              | États-Unis | Tibco-Silicon Valley Bank | + 0 s           |
| 10e | Liane Lippert             | Allemagne  | Allemagne                 | + 0 s           |

| \| Classement général \| Classement général \| Classement général \| Classement général \| Classement général \| \| Coureuse \| Coureuse \| Pays \| Équipe \| Temps \| \| ------------------ \| ------------------ \| ------------------ \| ------------------------- \| ------------------ \| \| 1re \| Lotte Kopecky \| Belgique \| Lotto Soudal Ladies \| 5 h 53 min 53 s \| \| 2e \| Jeanne Korevaar \| Pays-Bas \| WaowDeals \| + 9 s \| \| 3e \| Emilia Fahlin \| Suède \| Wiggle High5 \| + 10 s \| \| 4e \| Aude Biannic \| France \| Movistar Team \| + 11 s \| \| 5e \| Anouska Koster \| Pays-Bas \| WaowDeals \| + 13 s \| \| 6e \| Riejanne Markus \| Pays-Bas \| WaowDeals \| + 13 s \| \| 7e \| Alison Jackson \| Canada \| Tibco-Silicon Valley Bank \| + 14 s \| \| 8e \| Liane Lippert \| Allemagne \| Allemagne \| + 16 s \| \| 9e \| Aafke Soet \| Pays-Bas \| WNT-Rotor Pro Cycling \| + 17 s \| \| 10e \| Julie Norman Leth \| Danemark \| Wiggle High5 \| + 22 s \| |                   |           |                           |                 |
| |                   |           |                           |                 |
| Source : ProCyclingStats |                   |           |                           |                 |
| Classement général |                   |           |                           |                 |
| Coureuse | Coureuse          | Pays      | Équipe                    | Temps           |
| 1re | Lotte Kopecky     | Belgique  | Lotto Soudal Ladies       | 5 h 53 min 53 s |
| 2e | Jeanne Korevaar   | Pays-Bas  | WaowDeals                 | + 9 s           |
| 3e | Emilia Fahlin     | Suède     | Wiggle High5              | + 10 s          |
| 4e | Aude Biannic      | France    | Movistar Team             | + 11 s          |
| 5e | Anouska Koster    | Pays-Bas  | WaowDeals                 | + 13 s          |
| 6e | Riejanne Markus   | Pays-Bas  | WaowDeals                 | + 13 s          |
| 7e | Alison Jackson    | Canada    | Tibco-Silicon Valley Bank | + 14 s          |
| 8e | Liane Lippert     | Allemagne | Allemagne                 | + 16 s          |
| 9e | Aafke Soet        | Pays-Bas  | WNT-Rotor Pro Cycling     | + 17 s          |
| 10e | Julie Norman Leth | Danemark  | Wiggle High5              | + 22 s          |

### 3eétape
Liane Lippert remporte l'étape avec dix secondes d'avance sur Aude Biannic et obtient par la même occasion la victoire finale.
| \| Classement de l'étape \| Classement de l'étape \| Classement de l'étape \| Classement de l'étape \| Classement de l'étape \| \| Coureuse \| Coureuse \| Pays \| Équipe \| Temps \| \| --------------------- \| ------------------------- \| --------------------- \| ------------------------- \| --------------------- \| \| 1re \| Liane Lippert \| Allemagne \| Allemagne \| 3 h 00 min 09 s \| \| 2e \| Aude Biannic \| France \| Movistar Team \| + 10 s \| \| 3e \| Emilia Fahlin \| Suède \| Wiggle High5 \| + 37 s \| \| 4e \| Alison Jackson \| Canada \| Tibco-Silicon Valley Bank \| + 39 s \| \| 5e \| Lotte Kopecky \| Belgique \| Lotto Soudal Ladies \| + 39 s \| \| 6e \| Anouska Koster \| Pays-Bas \| WaowDeals \| + 39 s \| \| 7e \| Kaat Hannes \| Belgique \| Jos Feron Lady Force \| + 44 s \| \| 8e \| Małgorzata Jasińska \| Pologne \| Movistar Team \| + 44 s \| \| 9e \| Sarah Rijkes \| Autriche \| Experza-Footlogix \| + 48 s \| \| 10e \| Pascale Jeuland-Tranchant \| France \| Doltcini-Van Eyck Sport \| + 48 s \| |                           |           |                           |                 |
| |                           |           |                           |                 |
| Source : ProCyclingStats |                           |           |                           |                 |
| Classement de l'étape |                           |           |                           |                 |
| Coureuse | Coureuse                  | Pays      | Équipe                    | Temps           |
| 1re | Liane Lippert             | Allemagne | Allemagne                 | 3 h 00 min 09 s |
| 2e | Aude Biannic              | France    | Movistar Team             | + 10 s          |
| 3e | Emilia Fahlin             | Suède     | Wiggle High5              | + 37 s          |
| 4e | Alison Jackson            | Canada    | Tibco-Silicon Valley Bank | + 39 s          |
| 5e | Lotte Kopecky             | Belgique  | Lotto Soudal Ladies       | + 39 s          |
| 6e | Anouska Koster            | Pays-Bas  | WaowDeals                 | + 39 s          |
| 7e | Kaat Hannes               | Belgique  | Jos Feron Lady Force      | + 44 s          |
| 8e | Małgorzata Jasińska       | Pologne   | Movistar Team             | + 44 s          |
| 9e | Sarah Rijkes              | Autriche  | Experza-Footlogix         | + 48 s          |
| 10e | Pascale Jeuland-Tranchant | France    | Doltcini-Van Eyck Sport   | + 48 s          |

## Classements finals

### Classement général final
| \| Classement général \| Classement général \| Classement général \| Classement général \| Classement général \| \| Coureuse \| Coureuse \| Pays \| Équipe \| Temps \| \| ------------------ \| ------------------- \| ------------------ \| ------------------------- \| ------------------ \| \| 1re \| Liane Lippert \| Allemagne \| Allemagne \| 8 h 54 min 08 s \| \| 2e \| Aude Biannic \| France \| Movistar Team \| + 9 s \| \| 3e \| Lotte Kopecky \| Belgique \| Lotto Soudal Ladies \| + 33 s \| \| 4e \| Emilia Fahlin \| Suède \| Wiggle High5 \| + 37 s \| \| 5e \| Anouska Koster \| Pays-Bas \| WaowDeals \| + 46 s \| \| 6e \| Alison Jackson \| Canada \| Tibco-Silicon Valley Bank \| + 47 s \| \| 7e \| Riejanne Markus \| Pays-Bas \| WaowDeals \| + 1 min 01 s \| \| 8e \| Małgorzata Jasińska \| Pologne \| Movistar Team \| + 1 min 04 s \| \| 9e \| Julie Norman Leth \| Danemark \| Wiggle High5 \| + 1 min 10 s \| \| 10e \| Kaat Hannes \| Belgique \| Jos Feron Lady Force \| + 1 min 13 s \| |                     |           |                           |                 |
| |                     |           |                           |                 |
| |                     |           |                           |                 |
| Classement général |                     |           |                           |                 |
| Coureuse | Coureuse            | Pays      | Équipe                    | Temps           |
| 1re | Liane Lippert       | Allemagne | Allemagne                 | 8 h 54 min 08 s |
| 2e | Aude Biannic        | France    | Movistar Team             | + 9 s           |
| 3e | Lotte Kopecky       | Belgique  | Lotto Soudal Ladies       | + 33 s          |
| 4e | Emilia Fahlin       | Suède     | Wiggle High5              | + 37 s          |
| 5e | Anouska Koster      | Pays-Bas  | WaowDeals                 | + 46 s          |
| 6e | Alison Jackson      | Canada    | Tibco-Silicon Valley Bank | + 47 s          |
| 7e | Riejanne Markus     | Pays-Bas  | WaowDeals                 | + 1 min 01 s    |
| 8e | Małgorzata Jasińska | Pologne   | Movistar Team             | + 1 min 04 s    |
| 9e | Julie Norman Leth   | Danemark  | Wiggle High5              | + 1 min 10 s    |
| 10e | Kaat Hannes         | Belgique  | Jos Feron Lady Force      | + 1 min 13 s    |

### Barème des points UCI
| Position           | 1er | 2e | 3e | 4e | 5e | 6e | 7e | 8e | 9e | 10e | 11e | 12e | 13e à 15e | 16e à 25e |
| Classement général | 125 | 85 | 70 | 60 | 50 | 40 | 35 | 30 | 25 | 20  | 15  | 10  | 5         | 3         |
| Par étape          | 16  | 12 | 8  | 6  | 5  | 4  | 3  | 2  |    |     |     |     |           |           |
| Leader, par étape  | 3   |    |    |    |    |    |    |    |    |     |     |     |           |           |

### Classements annexes

#### Classement par points
| Classement par points | Classement par points | Classement par points | Classement par points | Classement par points |
| Coureuse              | Coureuse              | Pays                  | Équipe                | Points                |
| --------------------- | --------------------- | --------------------- | --------------------- | --------------------- |
| 1re                   | Lotte Kopecky         | Belgique              | Lotto Soudal Ladies   | 89 pts                |
| 2e                    | Emilia Fahlin         | Suède                 | Wiggle High5          | 87 pts                |
| 3e                    | Anouska Koster        | Pays-Bas              | WaowDeals             | 75 pts                |

#### Classement de la meilleure grimpeuse
| Classement de la montagne | Classement de la montagne | Classement de la montagne | Classement de la montagne | Classement de la montagne |
| Coureuse                  | Coureuse                  | Pays                      | Équipe                    | Points                    |
| ------------------------- | ------------------------- | ------------------------- | ------------------------- | ------------------------- |
| 1re                       | Kelly Van den Steen       | Belgique                  | Lotto Soudal Ladies       | 46 pts                    |
| 2e                        | Annelies Dom              | Belgique                  | Lotto Soudal Ladies       | 13 pts                    |
| 3e                        | Alison Jackson            | Canada                    | Tibco-Silicon Valley Bank | 12 pts                    |

#### Classement de la meilleure jeune
| Classement du meilleur jeune | Classement du meilleur jeune | Classement du meilleur jeune | Classement du meilleur jeune | Classement du meilleur jeune |
| Coureuse                     | Coureuse                     | Pays                         | Équipe                       | Temps                        |
| ---------------------------- | ---------------------------- | ---------------------------- | ---------------------------- | ---------------------------- |
| 1re                          | Liane Lippert                | Allemagne                    | Allemagne                    |                              |
| 2e                           | Jeanne Korevaar              | Pays-Bas                     | WaowDeals                    | + 1 min 15 s                 |
| 3e                           | Macey Stewart                | Australie                    | Wiggle High5                 | + 1 min 35 s                 |

#### Classement de la meilleure belge
Lotte Kopecky est la meilleure Belge.

#### Classement de la meilleure équipe
| Classement par équipes | Classement par équipes | Classement par équipes | Classement par équipes |
| Équipe                 | Équipe                 | Pays                   | Temps                  |
| ---------------------- | ---------------------- | ---------------------- | ---------------------- |
| 1re                    | Movistar Team          | Espagne                | 26 h 45 min 22 s       |
| 2e                     | WaowDeals              | Pays-Bas               | + 14 s                 |
| 3e                     | Wiggle High5           | Royaume-Uni            | + 37 s                 |

## Évolution des classements
| Étape              | Vainqueur          | Classement général | Classement par points | Classement de la montagne | Classement de la meilleure jeune | Classement de la meilleure Belge | Classement de la meilleure équipe |
| ------------------ | ------------------ | ------------------ | --------------------- | ------------------------- | -------------------------------- | -------------------------------- | --------------------------------- |
| P                  | Aude Biannic       | Aude Biannic       | Aude Biannic          | non attribué              | Liane Lippert                    | Lotte Kopecky                    | WaowDeals                         |
| 1                  | Lotte Kopecky      | Lotte Kopecky      | Lotte Kopecky         | Kelly Van den Steen       | Liane Lippert                    | Lotte Kopecky                    | WaowDeals                         |
| 2                  | Jeanne Korevaar    | Lotte Kopecky      | Lotte Kopecky         | Kelly Van den Steen       | Liane Lippert                    | Lotte Kopecky                    | WaowDeals                         |
| 3                  | Liane Lippert      | Liane Lippert      | Lotte Kopecky         | Kelly Van den Steen       | Liane Lippert                    | Lotte Kopecky                    | Movistar                          |
| Classements finals | Classements finals | Liane Lippert      | Lotte Kopecky         | Kelly Van den Steen       | Liane Lippert                    | Lotte Kopecky                    | Movistar                          |

## Liste des participantes
| Légende                             | Légende                                                                                              | Légende                                | Légende |
| ----------------------------------- | --- | -------------------------------------- | --- |
| Num                                 | Dossard de départ porté par la coureuse sur ce Tour de Belgique féminin                              | Pos                                    | Position finale au classement général                                                                           |
| Leader du classement général        | Indique la vainqueur du classement général                                                           | Leader du classement par points        | Indique la vainqueur du classement par points                                                                   |
| Leader du classement de la montagne | Indique la vainqueur du classement de la montagne                                                    | Leader du classement du meilleur jeune | Indique la vainqueur du classement de la meilleure jeune                                                        |
|                                     | Indique la vainqueur du classement de la meilleure Belge                                             |                                        | Indique un maillot de champion national ou mondial, suivi de sa spécialité                                      |
| #                                   | Indique la meilleure équipe                                                                          | NP                                     | Indique une coureuse qui n'a pas pris le départ d'une étape, suivi du numéro de l'étape où elle s'est retirée   |
| AB                                  | Indique une coureuse qui n'a pas terminé une étape, suivi du numéro de l'étape où elle s'est retirée | HD                                     | Indique un coureuse qui a terminé une étape hors des délais, suivi du numéro de l'étape                         |
| DSQ                                 | Indique un coureur qui a été disqualifié de la course, suivi du numéro de l'étape                    | *                                      | Indique un coureuse en lice pour le classement de la meilleure jeune (coureuses nées après le 1er janvier 1995) |

| WaowDeals WAD | WaowDeals WAD              | WaowDeals WAD |
| ------------- | -------------------------- | ------------- |
| Num           | Coureuse                   | Pos           |
| 1             | Anouska Koster (NED)       | 5e            |
| 2             | Jeanne Korevaar (NED)      | 12e           |
| 3             | Pauliena Rooijakkers (NED) | 64e           |
| 4             | Monique van de Ree (NED)   | 82e           |
| 5             | Riejanne Markus (NED)      | 7e            |
| 6             | Rotem Gafinovitz (ISR)     | 41e           |

| Wiggle High5 WHT | Wiggle High5 WHT            | Wiggle High5 WHT |
| ---------------- | --------------------------- | ---------------- |
| Num              | Coureuse                    | Pos              |
| 11               | Emilia Fahlin (SWE) (route) | 4e               |
| 12               | Macey Stewart (AUS)         | 15e              |
| 13               | Rachele Barbieri (ITA)      | 29e              |
| 14               | Lucy van der Haar (GBR)     | 20e              |
| 15               | Grace Garner (GBR)          | 80e              |
| 16               | Julie Norman Leth (DEN)     | 9e               |

| Movistar Team MOV | Movistar Team MOV                           | Movistar Team MOV |
| ----------------- | ------------------------------------------- | ----------------- |
| Num               | Coureuse                                    | Pos               |
| 31                | Aude Biannic (FRA) (route)                  | 2e                |
| 32                | Alicia González (ESP)                       | 23e               |
| 33                | Małgorzata Jasińska (POL) (route et chrono) | 8e                |
| 34                | Lourdes Oyarbide (ESP)                      | 31e               |
| 35                | Gloria Rodríguez (ESP)                      | 78e               |
| 36                | Alba Teruel (ESP)                           | 34e               |

| Tibco-Silicon Valley Bank TIB | Tibco-Silicon Valley Bank TIB | Tibco-Silicon Valley Bank TIB |
| ----------------------------- | ----------------------------- | ----------------------------- |
| Num                           | Coureuse                      | Pos                           |
| 41                            | Alison Jackson (CAN)          | 6e                            |
| 42                            | Valentina Scandolara (ITA)    | 74e                           |
| 43                            | Alice Cobb (GBR)              | 49e                           |
| 46                            | Kendall Ryan (USA)            | AB-3                          |

| Parkhotel Valkenburg PHV | Parkhotel Valkenburg PHV     | Parkhotel Valkenburg PHV |
| ------------------------ | ---------------------------- | ------------------------ |
| Num                      | Coureuse                     | Pos                      |
| 51                       | Anne de Ruiter (NED)         | AB-1                     |
| 52                       | Sophie de Boer (NED)         | NP-3                     |
| 53                       | Ilona Hoeksma (NED)          | 40e                      |
| 55                       | Meike Uiterwijk Winkel (NED) | 77e                      |
| 56                       | Teuntje Beekhuis (NED)       | 75e                      |

| Doltcini-Van Eyck Sport DVE | Doltcini-Van Eyck Sport DVE     | Doltcini-Van Eyck Sport DVE |
| --------------------------- | ------------------------------- | --------------------------- |
| Num                         | Coureuse                        | Pos                         |
| 61                          | Pascale Jeuland-Tranchant (FRA) | 11e                         |
| 62                          | Bryony van Velzen (NED)         | 17e                         |
| 63                          | Kelly Markus (NED)              | 58e                         |
| 64                          | Sarah Inghelbrecht (BEL)        | 66e                         |
| 65                          | Kim de Baat (BEL)               | AB-3                        |
| 66                          | Mieke Docx (BEL)                | AB-3                        |

| Lotto Soudal Ladies LSL | Lotto Soudal Ladies LSL    | Lotto Soudal Ladies LSL |
| ----------------------- | -------------------------- | ----------------------- |
| Num                     | Coureuse                   | Pos                     |
| 71                      | Lotte Kopecky (BEL)        | 3e                      |
| 72                      | Annelies Dom (BEL) (route) | 27e                     |
| 73                      | Julie Van de Velde (BEL)   | 14e                     |
| 74                      | Valerie Demey (BEL)        | 24e                     |
| 75                      | Kelly Van den Steen (BEL)  | 22e                     |
| 76                      | Fenna Vanhoutte (BEL)      | 94e                     |

| Health Mate-Cyclelive Team HCT | Health Mate-Cyclelive Team HCT | Health Mate-Cyclelive Team HCT |
| ------------------------------ | ------------------------------ | ------------------------------ |
| Num                            | Coureuse                       | Pos                            |
| 81                             | Marieke de Groot (NED)         | 26e                            |
| 82                             | Zsófia Szabó (HUN)             | 54e                            |
| 83                             | Kathrin Schweinberger (AUT)    | 35e                            |
| 84                             | Laura Vainionpää (FIN)         | AB-3                           |
| 85                             | Tara Gins (BEL)                | AB-2                           |
| 86                             | Christina Schweinberger (AUT)  | 93e                            |

| WNT-Rotor Pro Cycling WNT | WNT-Rotor Pro Cycling WNT     | WNT-Rotor Pro Cycling WNT |
| ------------------------- | ----------------------------- | ------------------------- |
| Num                       | Coureuse                      | Pos                       |
| 91                        | Lea Lin Teutenberg (GER)      | 42e                       |
| 92                        | Natalie Grinczer (GBR)        | 21e                       |
| 93                        | Gabrielle Pilote Fortin (CAN) | AB-3                      |
| 94                        | Anna Badegruber (AUT)         | 99e                       |
| 95                        | Winanda Spoor (NED)           | 88e                       |
| 96                        | Aafke Soet (NED)              | 33e                       |

| Experza-Footlogix EXP | Experza-Footlogix EXP          | Experza-Footlogix EXP |
| --------------------- | ------------------------------ | --------------------- |
| Num                   | Coureuse                       | Pos                   |
| 101                   | Séverine Eraud (FRA)           | AB-1                  |
| 102                   | Agnieszka Skalniak-Sójka (POL) | AB-1                  |
| 103                   | Sarah Rijkes (AUT)             | 13e                   |
| 104                   | Sara Mustonen (SWE)            | 72e                   |
| 106                   | Jessy Druyts (BEL)             | 73e                   |

| Sopela Women's Team SWT | Sopela Women's Team SWT  | Sopela Women's Team SWT |
| ----------------------- | ------------------------ | ----------------------- |
| Num                     | Coureuse                 | Pos                     |
| 111                     | Sofía Rodríguez (ESP)    | 44e                     |
| 112                     | Sara Martín (ESP)        | 46e                     |
| 113                     | Yurani Blanco (ESP)      | 90e                     |
| 114                     | Maria Martins (POR)      | 48e                     |
| 115                     | Ariadna Trias (ESP)      | 76e                     |
| 116                     | Julia Casas Codina (ESP) | 51e                     |

| Allemagne GER | Allemagne GER         | Allemagne GER |
| ------------- | --------------------- | ------------- |
| Num           | Coureuse              | Pos           |
| 121           | Tanja Erath           | 91e           |
| 122           | Kathrin Hammes        | 45e           |
| 124           | Laura Süßemilch       | 87e           |
| 126           | Liane Lippert (route) | 1re           |

| Norvège NOR | Norvège NOR                   | Norvège NOR |
| ----------- | ----------------------------- | ----------- |
| Num         | Coureuse                      | Pos         |
| 131         | Hedda Skogesal Samsing        | AB-2        |
| 132         | Line Marie Gulliksen (chrono) | 28e         |
| 134         | Emelie Utvik                  | 83e         |
| 135         | Hedda Wallstrøm Johansen      | AB-2        |
| 136         | Ingvild Brattekleiv           | AB-2        |

| Keukens Redant ___ | Keukens Redant ___       | Keukens Redant ___ |
| ------------------ | ------------------------ | ------------------ |
| Num                | Coureuse                 | Pos                |
| 141                | Evelien Debboudt (BEL)   | 68e                |
| 142                | Lensy Debboudt (BEL)     | 60e                |
| 143                | Elise vander Sande (BEL) | 50e                |
| 144                | Lone Meertens (BEL)      | 25e                |
| 145                | Birgitte Ravndal (NOR)   | 39e                |
| 146                | Jesse Vandenbulcke (BEL) | 19e                |

| Autoglas Wetteren ___ | Autoglas Wetteren ___       | Autoglas Wetteren ___ |
| --------------------- | --------------------------- | --------------------- |
| Num                   | Coureuse                    | Pos                   |
| 151                   | Fien Delbaere (BEL)         | 53e                   |
| 152                   | Tiana Troch (BEL)           | 89e                   |
| 153                   | Josefine Huitfeldt          | 65e                   |
| 154                   | Kim Johanna Kohlmeyer (GER) | 92e                   |
| 155                   | Michelle Geoghegan (IRL)    | 71e                   |
| 156                   | Daniela Gaß (GER)           | 55e                   |

| Isorex ___ | Isorex ___                | Isorex ___ |
| ---------- | ------------------------- | ---------- |
| Num        | Coureuse                  | Pos        |
| 161        | Crystal Lane-Wright (GBR) | 81e        |
| 162        | Kate Wightman (NZL)       | 69e        |
| 163        | Isabella Stone (GBR)      | AB-2       |
| 164        | Mathilde Nigul (EST)      | AB-1       |
| 165        | Antonia Gröndahl (FIN)    | 37e        |
| 166        | Silke D'Hont (BEL)        | AB-2       |

| Wielerclub de sprinters Malderen ___ | Wielerclub de sprinters Malderen ___ | Wielerclub de sprinters Malderen ___ |
| ------------------------------------ | ------------------------------------ | ------------------------------------ |
| Num                                  | Coureuse                             | Pos                                  |
| 171                                  | Lynn Marien (BEL)                    | AB-3                                 |
| 172                                  | Karolina Perekitko (POL)             | 85e                                  |
| 173                                  | Marjon Claus (BEL)                   | AB-3                                 |
| 174                                  | Maxime Roes (BEL)                    | AB-3                                 |

| Equano ___ | Equano ___             | Equano ___ |
| ---------- | ---------------------- | ---------- |
| Num        | Coureuse               | Pos        |
| 181        | Gaia Tortolina (ITA)   | 96e        |
| 182        | Marie Flataas (NOR)    | 84e        |
| 183        | Sarah Ten Hartog (BEL) | AB-2       |
| 184        | Eveline Baele (BEL)    | AB-2       |
| 185        | Roni Fishman (ISR)     | 59e        |
| 186        | Anka Hermans (BEL)     | 95e        |

| Jos Feron Lady Force ___ | Jos Feron Lady Force ___     | Jos Feron Lady Force ___ |
| ------------------------ | ---------------------------- | ------------------------ |
| Num                      | Coureuse                     | Pos                      |
| 191                      | Kaat Hannes (BEL)            | 10e                      |
| 192                      | Nathalie Verschelden (BEL)   | 52e                      |
| 193                      | Caroline Thorvik Olsen (NOR) | 56e                      |
| 194                      | Céline van Houtum (NED)      | 47e                      |
| 195                      | Kirsten Peetoom (NED)        | 63e                      |
| 196                      | Senna Feron (NED)            | 57e                      |

| Jan van Arckel ___ | Jan van Arckel ___        | Jan van Arckel ___ |
| ------------------ | ------------------------- | ------------------ |
| Num                | Coureuse                  | Pos                |
| 201                | Evy Kuijpers (NED)        | NP-3               |
| 202                | Kylie Waterreus (NED)     | 38e                |
| 203                | Bente van Teeseling (NED) | 79e                |
| 204                | Danique Braam (NED)       | 30e                |
| 205                | Charlotte Kool (NED)      | 32e                |

| Restore ___ | Restore ___                 | Restore ___ |
| ----------- | --------------------------- | ----------- |
| Num         | Coureuse                    | Pos         |
| 211         | Kirstie van Haaften (NED)   | 16e         |
| 212         | Lisa Wörner (NED)           | 86e         |
| 213         | Minke Bakker (NED)          | AB-3        |
| 214         | Maaike Meistrok (NED)       | AB-2        |
| 215         | Marieke de Graaf (NED)      | AB-2        |
| 216         | Laura van Regenmortel (NED) | 61e         |

| Remax ___ | Remax ___             | Remax ___ |
| --------- | --------------------- | --------- |
| Num       | Coureuse              | Pos       |
| 221       | Jutta Stienen (SUI)   | 43e       |
| 222       | Sandra Weiss (SUI)    | 62e       |
| 223       | Vera Adrian (NAM)     | 36e       |
| 224       | Marcia Eicher (SUI)   | 18e       |
| 225       | Martina Weiss (SUI)   | 97e       |
| 226       | Michelle Andres (SUI) | NP-2      |

| Bianchi Dama ___ | Bianchi Dama ___        | Bianchi Dama ___ |
| ---------------- | ----------------------- | ---------------- |
| Num              | Coureuse                | Pos              |
| 231              | Emma Cockcroft (GBR)    | 67e              |
| 232              | Georgina Panchaud (GBR) | 70e              |
| 233              | Bethany Taylor (GBR)    | AB-2             |
| 234              | Alexandra Sheehan (NED) | AB-1             |
| 236              | Natasha Reddy (GBR)     | 98e              |

| WaowDeals WAD | WaowDeals WAD              | WaowDeals WAD |
| ------------- | -------------------------- | ------------- |
| Num           | Coureuse                   | Pos           |
| 1             | Anouska Koster (NED)       | 5e            |
| 2             | Jeanne Korevaar (NED)      | 12e           |
| 3             | Pauliena Rooijakkers (NED) | 64e           |
| 4             | Monique van de Ree (NED)   | 82e           |
| 5             | Riejanne Markus (NED)      | 7e            |
| 6             | Rotem Gafinovitz (ISR)     | 41e           |

| Wiggle High5 WHT | Wiggle High5 WHT            | Wiggle High5 WHT |
| ---------------- | --------------------------- | ---------------- |
| Num              | Coureuse                    | Pos              |
| 11               | Emilia Fahlin (SWE) (route) | 4e               |
| 12               | Macey Stewart (AUS)         | 15e              |
| 13               | Rachele Barbieri (ITA)      | 29e              |
| 14               | Lucy van der Haar (GBR)     | 20e              |
| 15               | Grace Garner (GBR)          | 80e              |
| 16               | Julie Norman Leth (DEN)     | 9e               |

| Movistar Team MOV | Movistar Team MOV                           | Movistar Team MOV |
| ----------------- | ------------------------------------------- | ----------------- |
| Num               | Coureuse                                    | Pos               |
| 31                | Aude Biannic (FRA) (route)                  | 2e                |
| 32                | Alicia González (ESP)                       | 23e               |
| 33                | Małgorzata Jasińska (POL) (route et chrono) | 8e                |
| 34                | Lourdes Oyarbide (ESP)                      | 31e               |
| 35                | Gloria Rodríguez (ESP)                      | 78e               |
| 36                | Alba Teruel (ESP)                           | 34e               |

| Tibco-Silicon Valley Bank TIB | Tibco-Silicon Valley Bank TIB | Tibco-Silicon Valley Bank TIB |
| ----------------------------- | ----------------------------- | ----------------------------- |
| Num                           | Coureuse                      | Pos                           |
| 41                            | Alison Jackson (CAN)          | 6e                            |
| 42                            | Valentina Scandolara (ITA)    | 74e                           |
| 43                            | Alice Cobb (GBR)              | 49e                           |
| 46                            | Kendall Ryan (USA)            | AB-3                          |

| Parkhotel Valkenburg PHV | Parkhotel Valkenburg PHV     | Parkhotel Valkenburg PHV |
| ------------------------ | ---------------------------- | ------------------------ |
| Num                      | Coureuse                     | Pos                      |
| 51                       | Anne de Ruiter (NED)         | AB-1                     |
| 52                       | Sophie de Boer (NED)         | NP-3                     |
| 53                       | Ilona Hoeksma (NED)          | 40e                      |
| 55                       | Meike Uiterwijk Winkel (NED) | 77e                      |
| 56                       | Teuntje Beekhuis (NED)       | 75e                      |

| Doltcini-Van Eyck Sport DVE | Doltcini-Van Eyck Sport DVE     | Doltcini-Van Eyck Sport DVE |
| --------------------------- | ------------------------------- | --------------------------- |
| Num                         | Coureuse                        | Pos                         |
| 61                          | Pascale Jeuland-Tranchant (FRA) | 11e                         |
| 62                          | Bryony van Velzen (NED)         | 17e                         |
| 63                          | Kelly Markus (NED)              | 58e                         |
| 64                          | Sarah Inghelbrecht (BEL)        | 66e                         |
| 65                          | Kim de Baat (BEL)               | AB-3                        |
| 66                          | Mieke Docx (BEL)                | AB-3                        |

| Lotto Soudal Ladies LSL | Lotto Soudal Ladies LSL    | Lotto Soudal Ladies LSL |
| ----------------------- | -------------------------- | ----------------------- |
| Num                     | Coureuse                   | Pos                     |
| 71                      | Lotte Kopecky (BEL)        | 3e                      |
| 72                      | Annelies Dom (BEL) (route) | 27e                     |
| 73                      | Julie Van de Velde (BEL)   | 14e                     |
| 74                      | Valerie Demey (BEL)        | 24e                     |
| 75                      | Kelly Van den Steen (BEL)  | 22e                     |
| 76                      | Fenna Vanhoutte (BEL)      | 94e                     |

| Health Mate-Cyclelive Team HCT | Health Mate-Cyclelive Team HCT | Health Mate-Cyclelive Team HCT |
| ------------------------------ | ------------------------------ | ------------------------------ |
| Num                            | Coureuse                       | Pos                            |
| 81                             | Marieke de Groot (NED)         | 26e                            |
| 82                             | Zsófia Szabó (HUN)             | 54e                            |
| 83                             | Kathrin Schweinberger (AUT)    | 35e                            |
| 84                             | Laura Vainionpää (FIN)         | AB-3                           |
| 85                             | Tara Gins (BEL)                | AB-2                           |
| 86                             | Christina Schweinberger (AUT)  | 93e                            |

| WNT-Rotor Pro Cycling WNT | WNT-Rotor Pro Cycling WNT     | WNT-Rotor Pro Cycling WNT |
| ------------------------- | ----------------------------- | ------------------------- |
| Num                       | Coureuse                      | Pos                       |
| 91                        | Lea Lin Teutenberg (GER)      | 42e                       |
| 92                        | Natalie Grinczer (GBR)        | 21e                       |
| 93                        | Gabrielle Pilote Fortin (CAN) | AB-3                      |
| 94                        | Anna Badegruber (AUT)         | 99e                       |
| 95                        | Winanda Spoor (NED)           | 88e                       |
| 96                        | Aafke Soet (NED)              | 33e                       |

| Experza-Footlogix EXP | Experza-Footlogix EXP          | Experza-Footlogix EXP |
| --------------------- | ------------------------------ | --------------------- |
| Num                   | Coureuse                       | Pos                   |
| 101                   | Séverine Eraud (FRA)           | AB-1                  |
| 102                   | Agnieszka Skalniak-Sójka (POL) | AB-1                  |
| 103                   | Sarah Rijkes (AUT)             | 13e                   |
| 104                   | Sara Mustonen (SWE)            | 72e                   |
| 106                   | Jessy Druyts (BEL)             | 73e                   |

| Sopela Women's Team SWT | Sopela Women's Team SWT  | Sopela Women's Team SWT |
| ----------------------- | ------------------------ | ----------------------- |
| Num                     | Coureuse                 | Pos                     |
| 111                     | Sofía Rodríguez (ESP)    | 44e                     |
| 112                     | Sara Martín (ESP)        | 46e                     |
| 113                     | Yurani Blanco (ESP)      | 90e                     |
| 114                     | Maria Martins (POR)      | 48e                     |
| 115                     | Ariadna Trias (ESP)      | 76e                     |
| 116                     | Julia Casas Codina (ESP) | 51e                     |

| Allemagne GER | Allemagne GER         | Allemagne GER |
| ------------- | --------------------- | ------------- |
| Num           | Coureuse              | Pos           |
| 121           | Tanja Erath           | 91e           |
| 122           | Kathrin Hammes        | 45e           |
| 124           | Laura Süßemilch       | 87e           |
| 126           | Liane Lippert (route) | 1re           |

| Norvège NOR | Norvège NOR                   | Norvège NOR |
| ----------- | ----------------------------- | ----------- |
| Num         | Coureuse                      | Pos         |
| 131         | Hedda Skogesal Samsing        | AB-2        |
| 132         | Line Marie Gulliksen (chrono) | 28e         |
| 134         | Emelie Utvik                  | 83e         |
| 135         | Hedda Wallstrøm Johansen      | AB-2        |
| 136         | Ingvild Brattekleiv           | AB-2        |

| Keukens Redant ___ | Keukens Redant ___       | Keukens Redant ___ |
| ------------------ | ------------------------ | ------------------ |
| Num                | Coureuse                 | Pos                |
| 141                | Evelien Debboudt (BEL)   | 68e                |
| 142                | Lensy Debboudt (BEL)     | 60e                |
| 143                | Elise vander Sande (BEL) | 50e                |
| 144                | Lone Meertens (BEL)      | 25e                |
| 145                | Birgitte Ravndal (NOR)   | 39e                |
| 146                | Jesse Vandenbulcke (BEL) | 19e                |

| Autoglas Wetteren ___ | Autoglas Wetteren ___       | Autoglas Wetteren ___ |
| --------------------- | --------------------------- | --------------------- |
| Num                   | Coureuse                    | Pos                   |
| 151                   | Fien Delbaere (BEL)         | 53e                   |
| 152                   | Tiana Troch (BEL)           | 89e                   |
| 153                   | Josefine Huitfeldt          | 65e                   |
| 154                   | Kim Johanna Kohlmeyer (GER) | 92e                   |
| 155                   | Michelle Geoghegan (IRL)    | 71e                   |
| 156                   | Daniela Gaß (GER)           | 55e                   |

| Isorex ___ | Isorex ___                | Isorex ___ |
| ---------- | ------------------------- | ---------- |
| Num        | Coureuse                  | Pos        |
| 161        | Crystal Lane-Wright (GBR) | 81e        |
| 162        | Kate Wightman (NZL)       | 69e        |
| 163        | Isabella Stone (GBR)      | AB-2       |
| 164        | Mathilde Nigul (EST)      | AB-1       |
| 165        | Antonia Gröndahl (FIN)    | 37e        |
| 166        | Silke D'Hont (BEL)        | AB-2       |

| Wielerclub de sprinters Malderen ___ | Wielerclub de sprinters Malderen ___ | Wielerclub de sprinters Malderen ___ |
| ------------------------------------ | ------------------------------------ | ------------------------------------ |
| Num                                  | Coureuse                             | Pos                                  |
| 171                                  | Lynn Marien (BEL)                    | AB-3                                 |
| 172                                  | Karolina Perekitko (POL)             | 85e                                  |
| 173                                  | Marjon Claus (BEL)                   | AB-3                                 |
| 174                                  | Maxime Roes (BEL)                    | AB-3                                 |

| Equano ___ | Equano ___             | Equano ___ |
| ---------- | ---------------------- | ---------- |
| Num        | Coureuse               | Pos        |
| 181        | Gaia Tortolina (ITA)   | 96e        |
| 182        | Marie Flataas (NOR)    | 84e        |
| 183        | Sarah Ten Hartog (BEL) | AB-2       |
| 184        | Eveline Baele (BEL)    | AB-2       |
| 185        | Roni Fishman (ISR)     | 59e        |
| 186        | Anka Hermans (BEL)     | 95e        |

| Jos Feron Lady Force ___ | Jos Feron Lady Force ___     | Jos Feron Lady Force ___ |
| ------------------------ | ---------------------------- | ------------------------ |
| Num                      | Coureuse                     | Pos                      |
| 191                      | Kaat Hannes (BEL)            | 10e                      |
| 192                      | Nathalie Verschelden (BEL)   | 52e                      |
| 193                      | Caroline Thorvik Olsen (NOR) | 56e                      |
| 194                      | Céline van Houtum (NED)      | 47e                      |
| 195                      | Kirsten Peetoom (NED)        | 63e                      |
| 196                      | Senna Feron (NED)            | 57e                      |

| Jan van Arckel ___ | Jan van Arckel ___        | Jan van Arckel ___ |
| ------------------ | ------------------------- | ------------------ |
| Num                | Coureuse                  | Pos                |
| 201                | Evy Kuijpers (NED)        | NP-3               |
| 202                | Kylie Waterreus (NED)     | 38e                |
| 203                | Bente van Teeseling (NED) | 79e                |
| 204                | Danique Braam (NED)       | 30e                |
| 205                | Charlotte Kool (NED)      | 32e                |

| Restore ___ | Restore ___                 | Restore ___ |
| ----------- | --------------------------- | ----------- |
| Num         | Coureuse                    | Pos         |
| 211         | Kirstie van Haaften (NED)   | 16e         |
| 212         | Lisa Wörner (NED)           | 86e         |
| 213         | Minke Bakker (NED)          | AB-3        |
| 214         | Maaike Meistrok (NED)       | AB-2        |
| 215         | Marieke de Graaf (NED)      | AB-2        |
| 216         | Laura van Regenmortel (NED) | 61e         |

| Remax ___ | Remax ___             | Remax ___ |
| --------- | --------------------- | --------- |
| Num       | Coureuse              | Pos       |
| 221       | Jutta Stienen (SUI)   | 43e       |
| 222       | Sandra Weiss (SUI)    | 62e       |
| 223       | Vera Adrian (NAM)     | 36e       |
| 224       | Marcia Eicher (SUI)   | 18e       |
| 225       | Martina Weiss (SUI)   | 97e       |
| 226       | Michelle Andres (SUI) | NP-2      |

| Bianchi Dama ___ | Bianchi Dama ___        | Bianchi Dama ___ |
| ---------------- | ----------------------- | ---------------- |
| Num              | Coureuse                | Pos              |
| 231              | Emma Cockcroft (GBR)    | 67e              |
| 232              | Georgina Panchaud (GBR) | 70e              |
| 233              | Bethany Taylor (GBR)    | AB-2             |
| 234              | Alexandra Sheehan (NED) | AB-1             |
| 236              | Natasha Reddy (GBR)     | 98e              |

## Règlement de la course

### Délais
Lors d'une course cycliste, les coureurs sont tenus d'arriver dans un laps de temps imparti à la suite du premier pour pouvoir être classés. Les délais prévus sont de 12 % pour toutes les étapes.

### Classements et bonifications
Le classement général individuel au temps est calculé par le cumul des temps enregistrés dans chacune des étapes parcourues. Des bonifications et d'éventuelles pénalisations sont incluses dans le calcul du classement. Le coureur qui est premier de ce classement est porteur du maillot doré. En cas d'égalité au temps, la somme des places obtenues sur chaque étape départage les concurrentes. En cas de nouvelle égalité, la place lors de la dernière étape sert de critère pour décider de la vainqueur.
Des bonifications sont attribuées dans cette épreuve. L'arrivée des étapes donne dix, six et quatre secondes de bonifications aux trois premières. Par ailleurs, durant la course, il existe des sprints intermédiaires dont les trois premiers sont récompensés respectivement de trois secondes, deux secondes et une seconde.

#### Classement par points
Le maillot vert, récompense le classement par points. Celui-ci se calcule selon le classement lors des arrivées d'étape.
Lors d'une arrivée d'étape, à l'exception du prologue, les quinze premières se voient accorder des points selon le décompte suivant : 30, 28, 26, 24, 22, 20, 18, 16, 14, 12, 10, 8, 6, 4 et 2 points. Lors du prologue, les quinze premières obtiennent respectivement : 15, 14, 13, 12, 11, 10, 9, 8, 7, 6, 5, 4, 3, 2 et 1 point. Les sprints intermédiaires attribuent 3, 2 et 1 points aux trois premières. En cas d'égalité, les coureurs sont prioritairement départagés par le nombre de victoires d'étapes. Si l'égalité persiste, le nombre de victoires à des sprints intermédiaires puis éventuellement la place obtenue au classement général entrent en compte. Pour être classé, un coureur doit avoir terminé la course dans les délais.

#### Classement de la meilleure grimpeuse
Le classement de la meilleure grimpeuse, ou classement des monts, est un classement spécifique basé sur les arrivées au sommet des ascensions répertoriées dans l'ensemble de la course. Les ascensions rapportent respectivement 5, 3 et 1 points aux trois premières coureuses. La première du classement des monts est détentrice du maillot jaune. En cas d'égalité, les coureurs sont prioritairement départagés par le nombre de premières places aux sommets des ascensions. Si l'égalité persiste, le critère suivant est la place obtenue au classement général. Pour être classé, un coureur doit avoir terminé la course dans les délais.

#### Classement de la meilleure jeune
Le classement de la meilleure jeune ne concerne qu'une certaine catégorie de coureuses, celles étant âgées de moins de 25 ans. C'est-à-dire aux coureuses nées après le 1er janvier 1995. Ce classement, basé sur le classement général, attribue au premier un maillot jaune.

#### Classement de la meilleure Belge
Le classement de la meilleure Belge ne concerne qu'une certaine catégorie de coureuses, celles ayant la nationalité belge. Ce classement, basé sur le classement général, attribue au premier un maillot noir.

#### Classement par équipes
Le classement par équipes est calculé en conformité avec le règlement UCI.

#### Prix de la combativité
Un prix de la combativité est attribué par un jury à la fin de chaque étape.

##### Répartition des maillots
Chaque coureuse en tête d'un classement est porteuse du maillot ou du dossard distinctif correspondant. Cependant, dans le cas où une coureuse dominerait plusieurs classements, celle-ci ne porte qu'un seul maillot distinctif, selon une priorité de classements. Le classement général au temps est le classement prioritaire, suivi du classement par points, du classement de la meilleure jeune, de celui de la meilleure grimpeuse et de celui de la meilleure Belge. Si ce cas de figure se produit, le maillot correspondant au classement annexe de priorité inférieure n'est pas porté par celui qui domine ce classement mais par son deuxième.

#### Primes
Les étapes, à l'exception du prologue, permettent de remporter les primes suivantes:
| Position | 1er   | 2e    | 3e    | 4e    | 5e    | 6e   | 7e   | 8e   | 9e   | 10e  |
| Prix     | 275 € | 170 € | 115 € | 105 € | 100 € | 85 € | 75 € | 65 € | 65 € | 65 € |

En sus, les coureuses placées de la 11e à la 15e place gagnent 40 €.
Le prologue rapporte quant à lui :
| Position | 1er   | 2e    | 3e   | 4e   | 5e   | 6e   | 7e   | 8e   | 9e   | 10e  |
| Prix     | 165 € | 115 € | 90 € | 80 € | 65 € | 60 € | 60 € | 60 € | 60 € | 60 € |

En sus, les coureuses placées de la 11e à la 15e place gagnent 35 €.
Le classement général final attribue les sommes suivantes :
| Position | 1er   | 2e    | 3e    | 4e    | 5e    | 6e    | 7e    | 8e    | 9e    | 10e   |
| Prix     | 300 € | 250 € | 200 € | 175 € | 150 € | 130 € | 110 € | 100 € | 100 € | 100 € |

En sus, les coureuses placées de la 11e à la 15e place gagnent 60 €.

#### Prix
Le prix de la combativité rapporte une prime de 50 € à la première sur chaque étape. Les trois premières du classement la montagne gagnent 100, 75 et 60 €.
Le classement final par points rapporte :
| Position | 1er   | 2e    | 3e   | 4e   | 5e   | 6e   | 7e   | 8e   | 9e   | 10e  |
| Prix     | 125 € | 100 € | 90 € | 80 € | 75 € | 70 € | 60 € | 50 € | 40 € | 30 € |

Le classement final de la meilleure jeune attribue :
| Position | 1er   | 2e   | 3e   | 4e   | 5e   | 6e  | 7e  | 8e  | 9e  | 10e |
| Prix     | 100 € | 80 € | 60 € | 50 € | 40 € | 0 € | 0 € | 0 € | 0 € | 0 € |

Le classement final de la meilleure Belge attribue :
| Position | 1er   | 2e    | 3e   | 4e   | 5e   | 6e  | 7e  | 8e  | 9e  | 10e |
| Prix     | 150 € | 100 € | 75 € | 50 € | 25 € | 0 € | 0 € | 0 € | 0 € | 0 € |

Enfin de la classement de la meilleure équipe donne : 125, 100 et 75 €.